# Anna-Blume-Brunnen

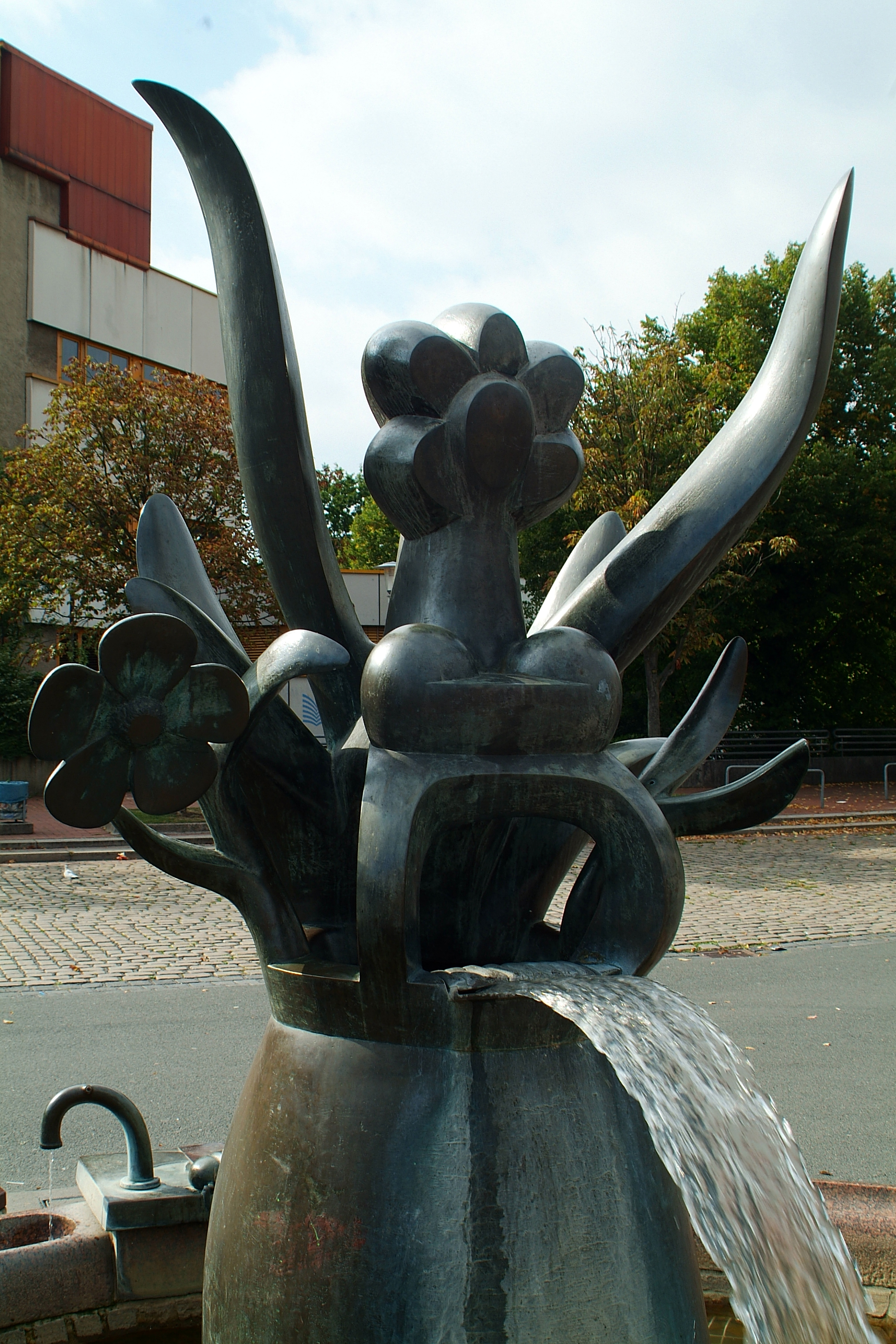
Wasserstrahl aus dem Oberkörper der Blumenfigur

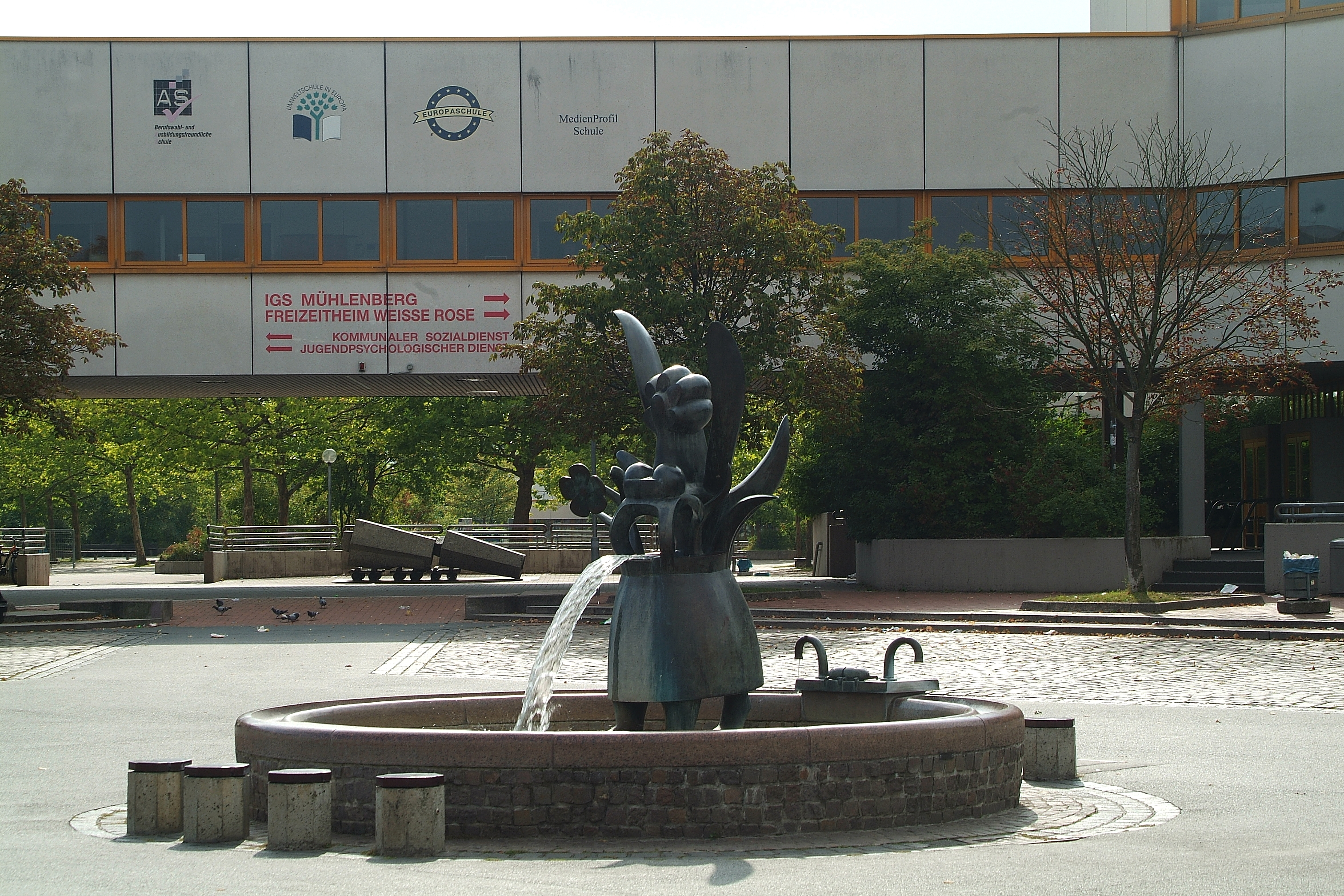
Der Anna-Blume-Brunnen vor dem ehemaligen Gebäude der IGS Mühlenberg und dem Freizeitheim Weiße Rose

Der Anna-Blume-Brunnen im hannoverschen Stadtteil Mühlenberg ist eine Huldigung an den Künstler Kurt Schwitters. Der Brunnen am Mühlenberger Markt nimmt Bezug auf das Merz-Gedicht An Anna Blume und wird von einer 3,50 Meter hohen Bronzefigur geziert, „aus deren Oberkörper Blätter und Blumen quellen.“
Das Kunstwerk wurde Anfang der 1980er Jahre unter verschiedenen Entwürfen durch eine städtische Kommission ausgewählt und sollte unter anderem als Blickfang im Zentrum des erst 1984 angelegten Mühlenberger Marktes dienen. Die Entscheidung fiel schließlich auf den Entwurf des Künstlers Max Sauk, der die Plastik dann 1986 verwirklichte.
2009 ließ die Arbeitsgemeinschaft Mühlenberger und Bornumer Vereine (AMBV) mit einer Förderung von 2000 Euro durch den Bezirksrat Ricklingen eine Lichtinstallation mit einer damals neuartigen Energiesparlampe mit einem Verbrauch von 20 Watt anlegen. Dadurch entstanden zusätzliche Energiekosten von damals nur rund 100 Euro jährlich für den Brunnen, der seitdem auch nachts ausgeleuchtet wird. Die Stromkosten übernahm seither die Landeshauptstadt Hannover.